# Bahnstrecke Longueville–Esternay
| Derzeitiges Streckenende bei Provins, Sommer 2017 |                                    |                                                                                 |                                                                                 |
| Streckennummer (SNCF): | 003 000                            |                                                                                 |                                                                                 |
| Kursbuchstrecke (SNCF): | 42 (SNCF)                          |                                                                                 |                                                                                 |
| Streckenlänge: | 39,5 km                            |                                                                                 |                                                                                 |
| Spurweite: | 1435 mm (Normalspur)               |                                                                                 |                                                                                 |
| Stromsystem: | Longueville–Provins: 25 kV 50 Hz ~ |                                                                                 |                                                                                 |
| Maximale Neigung: | 15 ‰                               |                                                                                 |                                                                                 |
| Streckengeschwindigkeit: | 70 km/h                            |                                                                                 |                                                                                 |
| |                                    |                                                                                 |                                                                                 |
| \| \| \| Bahnstrecke Paris–Mulhouse von Mulhouse \| \| \| \| 88,2 \| Longueville \| 86 m \| \| \| \| Bahnstrecke Paris–Mulhouse nach Paris-Est \| \| \| \| 90,1 \| Sainte-Colombe-Septveilles \| 78 m \| \| \| \| Gleisanlieger (Steinbruch) \| \| \| \| 93,3 \| Champbenoist-Poigny \| 88 m \| \| \| 95,0 \| Provins \| 92 m \| \| \| 96,3 \| Voulzie (18 m) \| Voulzie (18 m) \| \| \| 102,6 \| Léchelle \| 142 m \| \| \| 106,8 \| Beauchery \| 157 m \| \| \| \| Gleisanlieger (Getreidesilo) \| \| \| \| 110,9 \| Villiers-Saint-Georges \| 160 m \| \| \| \| Gleisanlieger (Futtermittel) \| \| \| \| 111,7 \| Streckenende \| Streckenende \| \| \| 116,6 \| Montceaux-Saint-Bon \| 186 m \| \| \| ~118,3 \| Département Seine-et-Marne / Marne \| Département Seine-et-Marne / Marne \| \| \| ~120,0 \| N 4 \| N 4 \| \| \| 120,0 \| Courgivaux \| 172 m \| \| \| \| Grand Morin \| \| \| \| \| \| \| \| \| 124,1 112,0 \| Bahnstrecke Gretz-Armainvilliers–Sézanne von Gretz-Armainvilliers (Abzw. Neuvy) \| Bahnstrecke Gretz-Armainvilliers–Sézanne von Gretz-Armainvilliers (Abzw. Neuvy) \| \| \| \| \| \| \| \| 112,8 \| Grand Morin (12 m) \| Grand Morin (12 m) \| \| \| 113,3 \| Grand Morin (12 m) \| Grand Morin (12 m) \| \| \| \| Bahnstrecke Mézy–Romilly-sur-Seine nach Mézy \| \| \| \| 115,5 \| Esternay \| 159 m \| \| \| \| \| \| \| \| \| Bahnstrecke Mézy–Romilly-sur-Seine von/nach Romilly-sur-S. (Abzw. Esternay) \| \| \| \| \| \| \| \| \| \| Bahnstrecke Gretz-Armainvilliers–Sézanne n. Sézanne \| \| \| \| \| \| \| \| Quellen: Beginn der km-Zählung im Bahnhof Paris-Est \| \| \| \| |                                    |                                                                                 |                                                                                 |
| Strecke |                                    | Bahnstrecke Paris–Mulhouse von Mulhouse                                         | Bahnstrecke Paris–Mulhouse von Mulhouse                                         |
| Bahnhof | 88,2                               | Longueville                                                                     | 86 m                                                                            |
| Abzweig geradeaus und nach links |                                    | Bahnstrecke Paris–Mulhouse nach Paris-Est                                       | Bahnstrecke Paris–Mulhouse nach Paris-Est                                       |
| Haltepunkt / Haltestelle | 90,1                               | Sainte-Colombe-Septveilles                                                      | 78 m                                                                            |
| Abzweig geradeaus und nach rechts |                                    | Gleisanlieger (Steinbruch)                                                      | Gleisanlieger (Steinbruch)                                                      |
| Haltepunkt / Haltestelle | 93,3                               | Champbenoist-Poigny                                                             | 88 m                                                                            |
| Bahnhof | 95,0                               | Provins                                                                         | 92 m                                                                            |
| Brücke über Wasserlauf | 96,3                               | Voulzie (18 m)                                                                  | Voulzie (18 m)                                                                  |
| Dienststation / Betriebs- oder Güterbahnhof | 102,6                              | Léchelle                                                                        | 142 m                                                                           |
| ehemaliger Haltepunkt / Haltestelle | 106,8                              | Beauchery                                                                       | 157 m                                                                           |
| Abzweig geradeaus und von links |                                    | Gleisanlieger (Getreidesilo)                                                    | Gleisanlieger (Getreidesilo)                                                    |
| Dienststation / Betriebs- oder Güterbahnhof | 110,9                              | Villiers-Saint-Georges                                                          | 160 m                                                                           |
| Abzweig geradeaus und von links |                                    | Gleisanlieger (Futtermittel)                                                    | Gleisanlieger (Futtermittel)                                                    |
| | 111,7                              | Streckenende                                                                    | Streckenende                                                                    |
| Bahnhof (Strecke außer Betrieb) | 116,6                              | Montceaux-Saint-Bon                                                             | 186 m                                                                           |
| Grenze (Strecke außer Betrieb) | ~118,3                             | Département Seine-et-Marne / Marne                                              | Département Seine-et-Marne / Marne                                              |
| Bahnübergang (Strecke außer Betrieb) | ~120,0                             | N 4                                                                             | N 4                                                                             |
| Haltepunkt / Haltestelle (Strecke außer Betrieb) | 120,0                              | Courgivaux                                                                      | 172 m                                                                           |
| Brücke über Wasserlauf (Strecke außer Betrieb) |                                    | Grand Morin                                                                     | Grand Morin                                                                     |
| |                                    |                                                                                 |                                                                                 |
| Abzweig geradeaus und von links (Strecke außer Betrieb) | 124,1 112,0                        | Bahnstrecke Gretz-Armainvilliers–Sézanne von Gretz-Armainvilliers (Abzw. Neuvy) | Bahnstrecke Gretz-Armainvilliers–Sézanne von Gretz-Armainvilliers (Abzw. Neuvy) |
| |                                    |                                                                                 |                                                                                 |
| Brücke über Wasserlauf (Strecke außer Betrieb) | 112,8                              | Grand Morin (12 m)                                                              | Grand Morin (12 m)                                                              |
| Brücke über Wasserlauf (Strecke außer Betrieb) | 113,3                              | Grand Morin (12 m)                                                              | Grand Morin (12 m)                                                              |
| Abzweig geradeaus und von links (Strecke außer Betrieb) |                                    | Bahnstrecke Mézy–Romilly-sur-Seine nach Mézy                                    | Bahnstrecke Mézy–Romilly-sur-Seine nach Mézy                                    |
| Betriebs-/Güterbahnhof Strecke bis hier außer Betrieb | 115,5                              | Esternay                                                                        | 159 m                                                                           |
| |                                    |                                                                                 |                                                                                 |
| Abzweig geradeaus, ehemals nach rechts und ehemals von rechts |                                    | Bahnstrecke Mézy–Romilly-sur-Seine von/nach Romilly-sur-S. (Abzw. Esternay)     | Bahnstrecke Mézy–Romilly-sur-Seine von/nach Romilly-sur-S. (Abzw. Esternay)     |
| |                                    |                                                                                 |                                                                                 |
| |                                    | Bahnstrecke Gretz-Armainvilliers–Sézanne n. Sézanne                             |                                                                                 |
| |                                    |                                                                                 |                                                                                 |
| Quellen: Beginn der km-Zählung im Bahnhof Paris-Est |                                    |                                                                                 |                                                                                 |

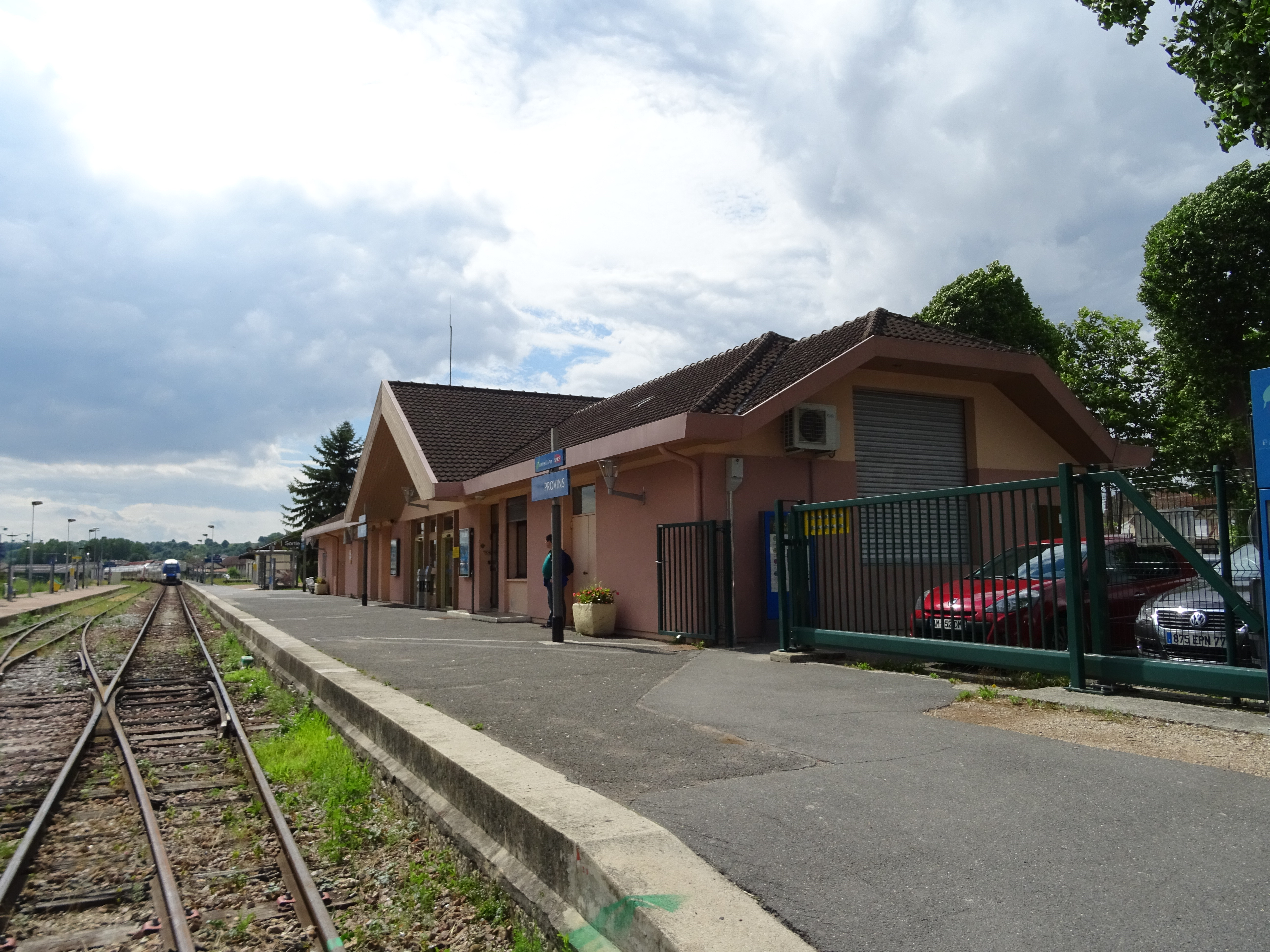
Empfangsgebäude des Bahnhofs Provins (2017)

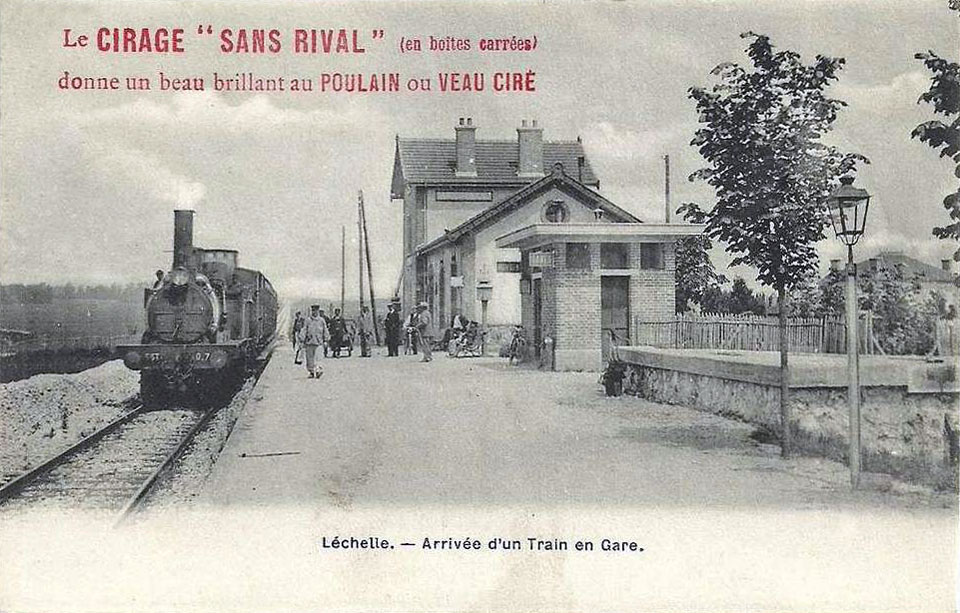
Bahnhofsgebäude von Léchelle

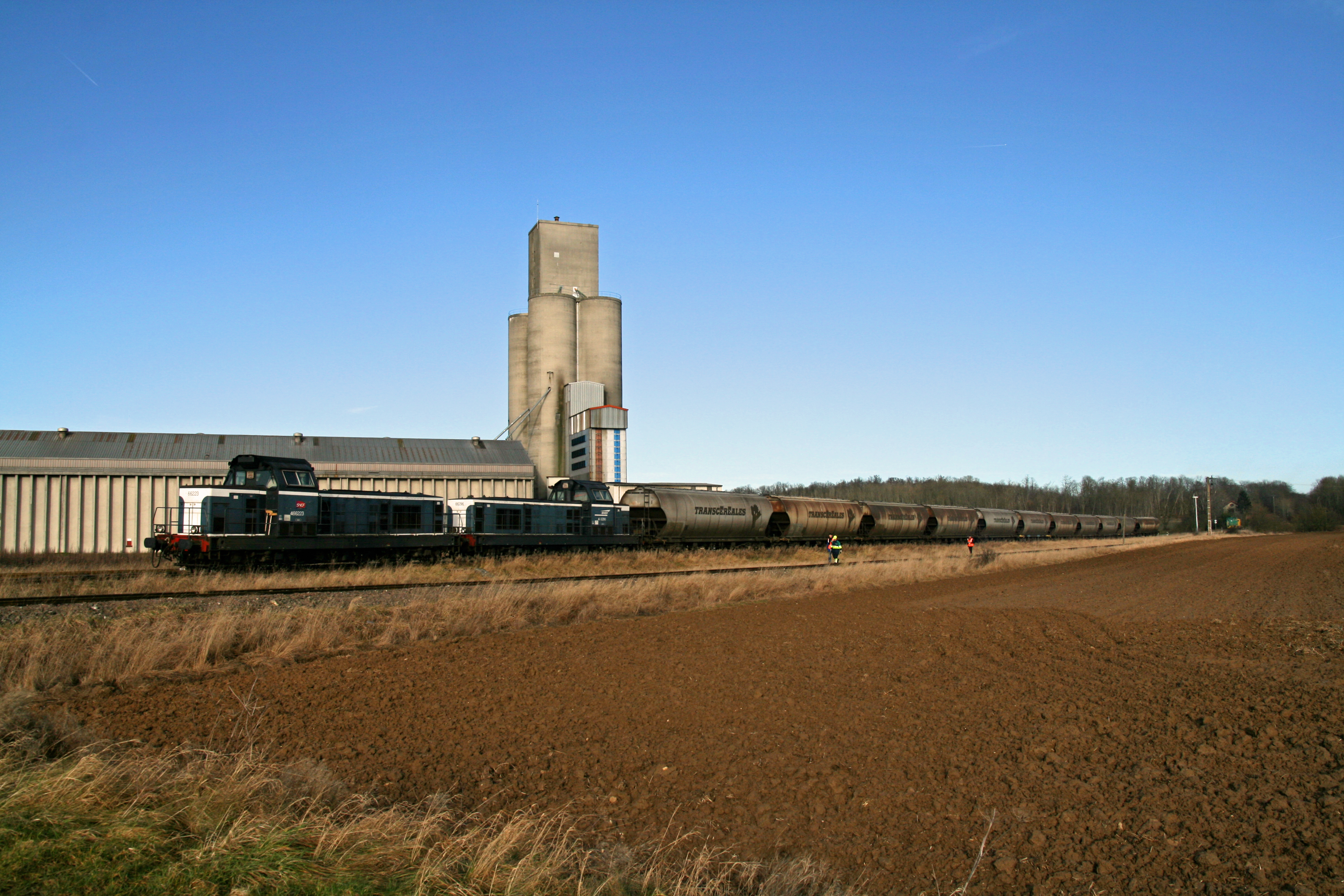
Güterzug vor der Siloanlage in Beauchery-Saint-Martin (2008)

Streckennetz der P-Transilien

Die Bahnstrecke Longueville–Esternay ist eine 39,5 km lange, eingleisige, nicht-elektrifizierte Eisenbahnstrecke in der französischen Region Île-de-France. Sie verbindet in Südwest–Nordost-Richtung die beiden Magistralen Paris–Mulhouse und Gretz-Armainvilliers–Sézanne, von denen die letzten etwa vier Kilometer zurzeit nicht bedient werden.

## Geschichte
Die ursprüngliche Planung ging von Les Ormes-sur-Voulzie an der 1848 eröffneten Bahnstrecke Flamboin-Gouaix–Montereau aus, sollte über Longueville und Provins nach Esternay führen und wurde am 28. Juli 1852 auch genehmigt, doch nach der Konzessionierung der Bahnstrecke Paris–Mulhouse 1853 musste diese Planung angepasst werden. Konzessionär war zunächst die Compagnie du chemin de fer de Provins aux Ormes, vertreten durch Lauzin de Rouville aus Paris. Mit einem kaiserlichen Erlass vom 18. Januar 1855 wurde allerdings der Chemins de fer de l’Est, die zu dieser Zeit die Strecke Paris–Mulhouse errichtete, der Bau und Betrieb der Strecke genehmigt.
Als erstes Teilstück ging am 11. Dezember 1858 der 7 km lange Abschnitt von Longueville bis Provins in Betrieb, nur eineinhalb Jahre nach der Eröffnung der Hauptstrecke von Paris, an die sie anschloss. Sowohl nach Paris als auch in die Gegenrichtung nach Troyes gab es mehrere, schnelle Verbindungen, jeweils mit Umstieg in Longueville. Ein Weiterbau der Strecke wurde als notwendig erachtet, doch dauerte es noch bis Sommer 1878, bis eine entsprechende Genehmigung erteilt wurde. Als Grund kann der beabsichtigte Übertritt in das Nachbardépartemnt Marne angesehen werden. Auch beim Bau der Strecke kam es zu Verzögerungen, sodass sie erst zum 3. November 1902 in Betrieb genommen werden konnte.
Während der Abschnitt Provins–Esternay seit 15. September 1952 nicht mehr für den Personenverkehr genutzt wird, wurde der südliche Abschnitt Longueville–Provins in den Vorortverkehr des Großraums Paris einbezogen. Seit 2004 zählt die Verbindung zur Transilien-Linie P Sud. 2020 begannen die Bauarbeiten zur Elektrifizierung dieses Streckenabschnitts. Anfang Juli 2022 wurde die Oberleitung mit 25 kV 50 Hz unter Spannung gesetzt. Der elektrische Betrieb wurde am 29. August 2022 aufgenommen.

## Personenverkehr
Auf dieser Strecke verkehrten immer nur Nahverkehrszüge. Zwischen Provins und Esternay wurde der Personentransport am 15. September 1952 geschlossen. 17 Jahre später, am 3. November 1969 wurde der Güterverkehr zwischen Villiers-Saint-Georges und Esternay eingestellt. In diesem Bereich ist der Abbau der Gleise wahrscheinlich. Zwischen Provins und Villiers ist die Wiederaufnahme des Personenverkehrs im Gespräch.
Im Sommer 2010 wurden die Schienen auf dem Abschnitt zwischen Longueville und Provins für ca. 6 Mio. Euro vollständig erneuert. Dadurch konnte die Höchstgeschwindigkeit von 60 auf 70 km/h erhöht werden und bessere Taktfrequenzen wurden möglich.
Ab 1994 war die Strecke bis nach Troyes durchgebunden und gehörte zum Netzbetreiber TER Champagne-Ardenne. Seit 2004 gehören die Personenzüge stattdessen zum Réseau Paris Est, P Sud und sind in die Tarifstruktur des Transilien Île-de-France eingebunden. Alle Züge werden seither im Stundentakt bis Paris-Est geführt. Ab 2008 wurden Zweikraft-Triebwagen der Reihe B 82500 eingesetzt, die sowohl für den Elektrobetrieb als auch für den Antrieb mit Diesel ausgestattet sind. Mit Aufnahme des elektrischen Betriebs Ende August 2022 wurden die Zweikraftfahrzeuge durch Triebwagen der Baureihe Z 50000 ersetzt.
Nach einer Erhebung der SNCF verkehrten im letzten Quartal 2015 täglich 9500 Fahrgäste auf der Linie P Paris-Est–Provins.